# Umbonula megastoma
Espèce
Synonymes
- Lepralia megastoma Busk, 1859[1]

Umbonula megastoma est une espèce de bryozoaires de la famille des Umbonulidae.

## Systématique
L'espèce Umbonula megastoma a été initialement décrite en 1859 par George Busk sous le protonyme de Lepralia megastoma.